# J-League de 2021
A J-League de 2021 (2020 Meiji Yasuda Seimei J1 Rīgu por questões de patrocínio) foi a 29ª edição da liga de futebol japonesa profissional J-League. Teve início em 26 de fevereiro e com término em 4 de dezembro de 2021.
O Kawasaki Frontale conquistou o tetracampeonato com 4 rodadas de antecipação, após empatar por 1 a 1 com o Urawa Red Diamonds. O Yokohama F. Marinos terminou com o vice-campeonato, enquanto Vissel Kobe e Kashima Antlers ficaram, respectivamente, em terceiro e quarto lugar.
Após a decisão de não haver nenhuma equipe rebaixada em decorrência da pandemia de COVID-19, o número de participantes aumentou para 20 com as promoções de Tokushima Vortis (campeão da J2, de volta após 5 temporadas de ausência) e Avispa Fukuoka (rebaixado em 2016 e vice-campeão da segunda divisão nacional). Para 2021, a J-League teve 4 clubes caindo para a J2 do ano seguinte quando o campeonato voltará a ter 18 participantes. Tokushima Vortis, Oita Trinita, Vegalta Sendai e Yokohama FC foram as equipes rebaixadas à J2 League de 2022.
A artilharia ficou dividida entre Leandro Damião (Kawasaki Frontale) e Daizen Maeda (Yokohama F. Marinos), que fizeram 23 gols

## Participantes
| Clube               | Cidade    | Estádio                                     | Última temporada |
| ------------------- | --------- | ------------------------------------------- | ---------------- |
| Avispa Fukuoka      | Fukuoka   | Level5 Stadium                              | J2 (2º)          |
| Consadole Sapporo   | Sapporo   | Sapporo Dome Sapporo Atsubetsu Park Stadium | J1 (12º)         |
| Vegalta Sendai      | Sendai    | Yurtec Stadium Sendai                       | J1 (17º)         |
| Kashima Antlers     | Kashima   | Kashima Soccer Stadium                      | J1 (5º)          |
| Urawa Red Diamonds  | Saitama   | Saitama Stadium 2002                        | J1 (10º)         |
| FC Tokyo            | Tóquio    | Ajinomoto Stadium                           | J1 (6º)          |
| Kawasaki Frontale   | Kawasaki  | Todoroki Athletics Stadium                  | J1 (Campeão)     |
| Yokohama F. Marinos | Yokohama  | Nissan Stadium                              | J1 (9º)          |
| Yokohama FC         | Yokohama  | Estádio de Mitsuzawa                        | J1 (15º)         |
| Shonan Bellmare     | Hiratsuka | Shonan BMW Stadium Hiratsuka                | J1 (18º)         |
| Shimizu S-Pulse     | Shizuoka  | Nihondaira Stadium                          | J1 (16º)         |
| Nagoya Grampus      | Nagoya    | Paloma Mizuho Stadium Toyota Sutajiamu      | J1 (3º)          |
| Gamba Osaka         | Osaka     | Suita City Football Stadium                 | J1 (2º)          |
| Cerezo Osaka        | Osaka     | Yanmar Stadium Nagai                        | J1 (4º)          |
| Vissel Kobe         | Kobe      | Kobe Wing Stadium                           | J1 (14º)         |
| Sanfrecce Hiroshima | Hiroshima | Hiroshima Big Arch Stadium                  | J1 (8º)          |
| Sagan Tosu          | Tosu      | Best Amenity Stadium                        | J1 (13º)         |
| Tokushima Vortis    | Tokushima | Pocarisweat Stadium                         | J2 (Campeão)     |
| Kashiwa Reysol      | Kashiwa   | Sankyo Frontier Kashiwa Stadium             | J1 (7º)          |
| Oita Trinita        | Oita      | Oita Stadium Big                            | J1 (11º)         |

### Técnicos, capitães, equipamentos e patrocínios
| Clube               | Treinador                                                                | Capitão           | Equipamentos |
| ------------------- | ------------------------------------------------------------------------ | ----------------- | ------------ |
| Consadole Sapporo   | Mihailo Petrović (1ª—)                                                   | Hiroki Miyazawa   | Mizuno       |
| Vegalta Sendai      | Makoto Teguramori (1ª—36ª) Masato Harasaki (37ª—38ª)                     | Simão             | Adidas       |
| Kashima Antlers     | Antônio Carlos Zago (1ª—9ª) Naoki Soma (10ª—)                            | Kento Misao       | Nike         |
| Urawa Red Diamonds  | Ricardo Rodríguez (1ª—)                                                  | Shusaku Nishikawa | Nike         |
| Kashiwa Reysol      | Nelsinho Baptista (1ª—)                                                  | Hidekazu Otani    | YONEX        |
| FC Tokyo            | Kenta Hasegawa (1ª—35ª) Shinichi Morishita (36ª—38ª)                     | Keigo Higashi     | New Balance  |
| Yokohama FC         | Takahiro Shimotaira (1ª—8ª) Tomonobu Hayakawa (9ª—ª)                     | Yuta Minami       | Soccer Junky |
| Yokohama F. Marinos | Ange Postecoglou (1ª—17ª) Hideki Matsunaga (18ª—22ª) Kevin Muscat (23ª—) | Takuya Kida       | Adidas       |
| Shonan Bellmare     | Bin Ukishima (1ª—27ª) Satoshi Yamaguchi (28ª—)                           | Takuya Okamoto    | Penalty      |
| Kawasaki Frontale   | Toru Oniki (1ª—)                                                         | Shogo Taniguchi   | Puma         |
| Shimizu S-Pulse     | Miguel Ángel Lotina (1ª—34ª) Hiroaki Hiraoka (35ª—38ª)                   | Ryo Takeuchi      | Puma         |
| Nagoya Grampus      | Massimo Ficcadenti (1ª—)                                                 | Yuichi Maruyama   | Mizuno       |
| Gamba Osaka         | Tsuneyasu Miyamoto (1ª—13ª) Masanobu Matsunami (14ª—)                    | Genta Miura       | Umbro        |
| Cerezo Osaka        | Levir Culpi (1ª—26ª) Akio Kogiku (27ª—)                                  | Hiroshi Kiyotake  | Puma         |
| Vissel Kobe         | Atsuhiro Miura (1ª—)                                                     | Andrés Iniesta    | Asics        |
| Sanfrecce Hiroshima | Hiroshi Jofuku (1ª—33ª) Kentaro Sawada (34ª—38ª)                         | Sho Sasaki        | Nike         |
| Tokushima Vortis    | Takeshi Kimoto (1ª—10ª) Dani Poyatos (11ª—)                              | Ken Iwao          | Mizuno       |
| Avispa Fukuoka      | Shigetoshi Hasebe (1ª—)                                                  | Hiroyuki Mae      | YONEX        |
| Oita Trinita        | Tomohiro Katanosaka (1ª—38ª)                                             | Shun Takagi       | Puma         |
| Sagan Tosu          | Kim Myung-hwi (1ª—)                                                      | Eduardo           | New Balance  |

### Trocas de técnicos
| Equipe              | Técnico demitido            | Motivo da demissão          | Dia em que saiu       | Técnico substituto          | Dia em que assumiu o cargo |
| ------------------- | --------------------------- | --------------------------- | --------------------- | --------------------------- | -------------------------- |
| Yokohama FC         | Takahiro Shimotaira         | Mudança na direção do clube | 7 de abril de 2021    | Tomonobu Hayakawa           | 8 de abril de 2021         |
| Kashima Antlers     | Antônio Carlos Zago         | Demitido                    | 14 de abril de 2021   | Naoki Soma                  | 14 de abril de 2021        |
| Gamba Osaka         | Tsuneyasu Miyamoto          | Demitido                    | 13 de maio de 2021    | Masanobu Matsunami          | 1 de junho de 2021         |
| Yokohama F. Marinos | Ange Postecoglou            | Contratado pelo Celtic      | 10 de junho de 2021   | Hideki Matsunaga (interino) | 10 de junho de 2021        |
| Yokohama F. Marinos | Hideki Matsunaga (interino) | Remanejado                  | 18 de julho de 2021   | Kevin Muscat                | 18 de julho de 2021        |
| FC Tokyo            | Kenta Hasegawa              | Demitido                    | 7 de novembro de 2021 | Shinichi Morishita          | 7 de novembro de 2021      |

## Jogadores estrangeiros
A partir da temporada 2021, não haverá restrições a um número de jogadores estrangeiros contratados, porém cada equipe deverá registrar apenas 5 por jogo. Jogadores de países-parceiros da J-League (Tailândia, Vietnã, Myanmar, Malásia, Camboja, Singapura, Indonésia e Catar) estão isentos desta regra.
- Jogadores em negrito indica que foi registrado durante o período de transferências no meio da temporada.
- Jogadores em itálico indica que o jogador possui nacionalidade japonesa além da cidadania de um país filiado à FIFA, ou isento de ser considerado estrangeiro por ter nascido no Japão e estar matriculado ou formado em escolas do país.

| Clube               | Jogador 1         | Jogador 2       | Jogador 3         | Jogador 4            | Jogador 5            | Jogador 6        | Jogador 7        | Jogador 8        | Deixou o elenco                              |  |
| ------------------- | ----------------- | --------------- | ----------------- | -------------------- | -------------------- | ---------------- | ---------------- | ---------------- | -------------------------------------------- |  |
| Consadole Sapporo   | Douglas Oliveira  | Lucas Fernandes | Jay Bothroyd      | Milan Tučić          | Chanathip Songkrasin |                  |                  |                  | Anderson Lopes Gabriel Okechukwu Kim Min-tae |  |
| Vegalta Sendai      | Foguinho          | Jakub Słowik    | Felippe Cardoso   | Emmanuel Oti Essigba | Nedeljko Stojisic    |                  |                  |                  | Isaac Cuenca Quenten Martinus Simão          |  |
| Kashima Antlers     | Léo Silva         | Everaldo        | Juan Alano        | Arthur Caíke         | Diego Pituca         | Bueno            | Kwoun Sun-tae    |                  |                                              |  |
| Urawa Red Diamonds  | Thomas Deng       | Kasper Junker   | Alexander Scholz  |                      |                      |                  |                  |                  |                                              |  |
| FC Tokyo            | Adaílton          | Diego Oliveira  | Leandro           | Bruno Uvini          | Joan Oumari          |                  |                  |                  |                                              |  |
| Kawasaki Frontale   | Leandro Damião    | Jesiel          | João Schmidt      | Jung Sung-ryong      | Lee Kyung-tae        | Marcinho         |                  |                  |                                              |  |
| Yokohama F. Marinos | Marcos Júnior     | Thiago Martins  | Élber             | Léo Ceará            | Theerathon Bunmathan |                  |                  |                  |                                              |  |
| Shonan Bellmare     | Wellington        | Welinton Júnior | Tarik Elyounoussi |                      |                      |                  |                  |                  | Riuler†                                      |  |
| Shimizu S-Pulse     | Thiago Santana    | Carlinhos       | Elsinho           | Renato Augusto       | Valdo                | Erick Noriega    | Ronaldo          | Benjamin Kololli | William Matheus                              |  |
| Kashiwa Reysol      | Cristiano         | Dodi            | Rodrigo           | Matheus Sávio        | Richardson           | Kim Seung-gyu    | Ippei Shinozuka  | Emerson Santos   | Pedro Raúl                                   |  |
| Nagoya Grampus      | Gabriel Xavier    | Mateus          | Mitchell Langerak | Jakub Świerczok      | Kim Min-tae          |                  |                  |                  |                                              |  |
| Gamba Osaka         | Patric            | Leandro Pereira | Tiago Alves       | Kim Young-gwon       | Ju Se-jong           | Shin Won-ho      | Wellington Silva |                  |                                              |  |
| Cerezo Osaka        | Tiago Pagnussat   | Adam Taggart    | Kim Jin-hyeon     | Đặng Văn Lâm         |                      |                  |                  |                  | Dankler                                      |  |
| Vissel Kobe         | Douglas           | Lincoln         | Thomas Vermaelen  | Andrés Iniesta       | Sergi Samper         | Bojan Krkić      |                  |                  | Ayub Masika                                  |  |
| Sanfrecce Hiroshima | Douglas Vieira    | Ezequiel        | Rhayner           | Júnior Santos        |                      |                  |                  |                  |                                              |  |
| Sagan Tosu          | Eduardo           | Ismael Dunga    | Chikeluba Ofoedu  | Park Il-gyu          | Hwang Seok-ho        | Ryang Yong-gi    | Ueom Ye-hoon     |                  |                                              |  |
| Yokohama FC         | Maguinho          | Kléber          | Han Ho-gang       | Arthur Silva         | Svend Brodersen      | Gabriel          | Felipe Vizeu     | Saulo Mineiro    | Calvin Jong-a-Pin                            |  |
| Avispa Fukuoka      | Douglas Grolli    | Bruno Mendes    | Cauê              | Carlos Gutiérrez     | Juanma               | Emil Salomonsson | Jordy Croux      | John Mary        |                                              |  |
| Tokushima Vortis    | Diego             | Cacá            | Dušan Cvetinović  | Mushaga Bakenga      |                      |                  |                  |                  | Cristian Battocchio                          |  |
| Oita Trinita        | Henrique Trevisan | Matheus Pereira |                   |                      |                      |                  |                  |                  |                                              |  |

## Classificação
| Pos | Equipes                  | Pts. | J  | V  | E  | D  | GM | GS | SG  | Classificação ou rebaixamento |
| --- | ------------------------ | ---- | -- | -- | -- | -- | -- | -- | --- | --- |
| 1   | Kawasaki Frontale (C, Q) | 92   | 38 | 28 | 8  | 2  | 81 | 28 | +53 | Fase de grupos da Liga dos Campeões da AFC de 2022                                                                                         |
| 2   | Yokohama F. Marinos (Q)  | 79   | 38 | 24 | 7  | 7  | 82 | 35 | +47 | Fase de grupos da Liga dos Campeões da AFC de 2022                                                                                         |
| 3   | Vissel Kobe (X)          | 73   | 38 | 21 | 10 | 7  | 62 | 36 | +26 | Play-offs de classificação da Liga dos Campeões da AFC de 2022 Possível classificação à Fase de grupos da Liga dos Campeões da AFC de 2022 |
| 4   | Kashima Antlers          | 69   | 38 | 21 | 6  | 11 | 62 | 36 | +26 | Possível classificação à Fase de grupos da Liga dos Campeões da AFC de 2022                                                                |
| 5   | Nagoya Grampus           | 66   | 38 | 19 | 9  | 10 | 44 | 30 | +14 | |
| 6   | Urawa Red Diamonds       | 63   | 38 | 18 | 9  | 11 | 45 | 38 | +7  | |
| 7   | Sagan Tosu               | 59   | 38 | 16 | 11 | 11 | 43 | 35 | +8  | |
| 8   | Avispa Fukuoka           | 54   | 38 | 14 | 12 | 12 | 42 | 37 | +5  | |
| 9   | FC Tokyo                 | 53   | 38 | 15 | 8  | 15 | 49 | 53 | −4  | |
| 10  | Consadole Sapporo        | 51   | 38 | 14 | 9  | 15 | 48 | 50 | −2  | |
| 11  | Sanfrecce Hiroshima      | 49   | 38 | 12 | 13 | 13 | 44 | 42 | +2  | |
| 12  | Cerezo Osaka             | 48   | 38 | 13 | 9  | 16 | 47 | 51 | −4  | |
| 13  | Gamba Osaka              | 44   | 38 | 12 | 8  | 18 | 33 | 49 | −16 | |
| 14  | Shimizu S-Pulse          | 42   | 38 | 10 | 12 | 16 | 37 | 54 | −17 | |
| 15  | Kashiwa Reysol           | 41   | 38 | 12 | 5  | 21 | 37 | 56 | −19 | |
| 16  | Shonan Bellmare          | 37   | 38 | 7  | 6  | 16 | 36 | 41 | −5  | |
| 17  | Tokushima Vortis (R)     | 36   | 38 | 10 | 6  | 22 | 34 | 55 | −21 | Rebaixados |
| 18  | Oita Trinita (R)         | 35   | 38 | 9  | 8  | 21 | 31 | 55 | −24 | Rebaixados |
| 19  | Vegalta Sendai (R)       | 28   | 38 | 5  | 13 | 20 | 31 | 62 | −31 | Rebaixados |
| 20  | Yokohama FC (R)          | 27   | 38 | 6  | 9  | 23 | 32 | 77 | −45 | Rebaixados |

## Premiação
| J-League de 2021                      |
| ------------------------------------- |
| Kawasaki Frontale Campeão (4º título) |

## Artilharia
4 de dezembro de 2021
| Ranking | Jogador         | Clube               | Gols |
| ------- | --------------- | ------------------- | ---- |
| 1       | Leandro Damião  | Kawasaki Frontale   | 23   |
| 1       | Daizen Maeda    | Yokohama F. Marinos | 23   |
| 3       | Kyogo Furuhashi | Vissel Kobe         | 15   |
| 4       | Ayase Ueda      | Kashima Antlers     | 14   |
| 5       | Diego Oliveira  | FC Tokyo            | 13   |
| 5       | Patric          | Gamba Osaka         | 13   |
| 5       | Thiago Santana  | Shimizu S-Pulse     | 13   |
| 8       | Anderson Lopes  | Consadole Sapporo   | 12   |
| 8       | Ado Onaiwu      | Yokohama F. Marinos | 12   |
| 10      | Ryotaro Araki   | Kashima Antlers     | 10   |
| 10      | Léo Ceará       | Yokohama F. Marinos | 10   |
| 10      | Yu Kobayashi    | Kawasaki Frontale   | 10   |